# هودرنا من أورشليم
كانت هديرنا قرينة طرابلس بعد زواجها من ريموند الثاني ملك طرابلس . كما كان نائباً عن ابنه في طفولته حتى بلوغه السن القانونية. كانت الثالثة من بين أربع بنات لبالدوين الثاني ومورفيا ميليتين وشقيقتها الكبرى ميليساندا . كما أن ريمون الثالث ملك طرابلس، ابنه، لم يتمكن أيضاً من إدارة الحكومة بعد وفاته بسبب طفولته، فتولت والدته شؤونه نائبة له.